# Jean Mistler

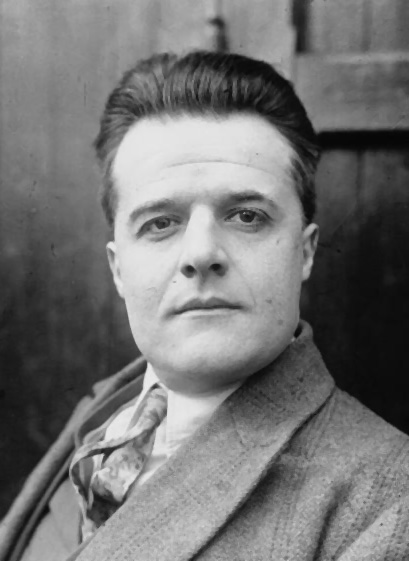
Jean Mistler (1928)

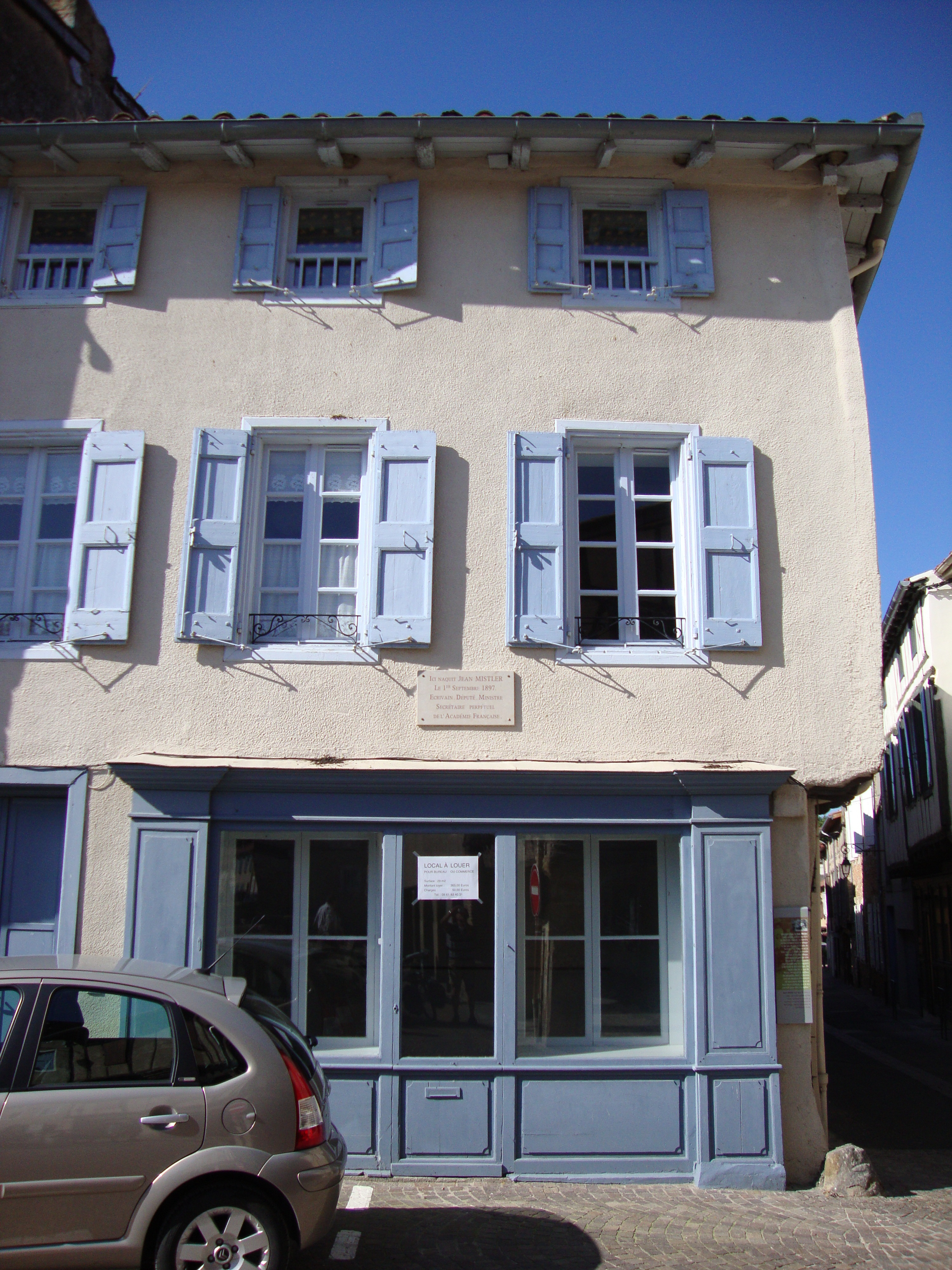
Jean-Mistler-Haus in Sorèze

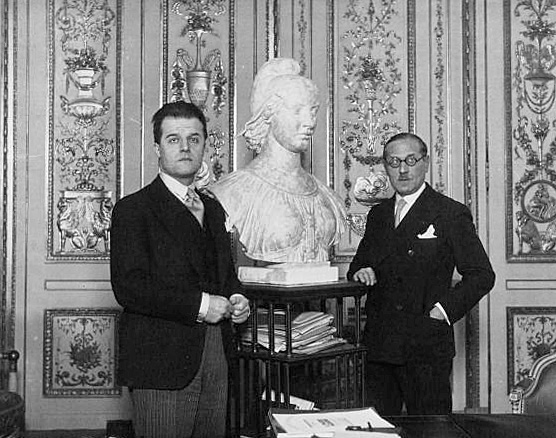
Jean Mistler mit dem Bildhauer Pierre-Marie Poisson vor einer Büste der Marianne

Jean Mistler (* 1. September 1897 in Sorèze; † 11. November 1988 in Paris) war ein französischer Politiker, Diplomat, Autor, Mitglied der Académie française und deren Secrétaire perpétuel.

## Leben
Mistlers Familie kam 1871 aus dem Elsass nach Sorèze, als die Region vom Deutschen Kaiserreich annektiert wurde. Jean Mistler wurde 1897 als Sohn eines Musikers und einer Pianistin geboren. In seinem Geburtsort besuchte er die Schule, anschließend das Lycée in Carcassonne und belegte am Lycée Henri IV in Paris Vorbereitungskurse zur Aufnahme eines Studiums an der École normale supérieure. Am Lycée besuchte er Kurse bei dem Philosophen Émile Chartier. 1916 wurde er zum Kriegsdienst eingezogen. Die Erlebnisse des Krieges prägten ihn nachhaltig und ließen ihn zum überzeugten Pazifisten werden.
1919 wurde er an der École normale supérieure angenommen und erhielt im folgenden Jahr seine Agrégation als Jahrgangsbester. Damit hätte er als Gymnasiallehrer unterrichten dürfen, doch er bewarb sich beim Außenministerium für einen Auslandseinsatz, wurde angenommen und ging als Kulturattaché an die französische Botschaft in Ungarn. Gleichzeitig lehrte er an der Universität Budapest Literaturwissenschaft. 1925 wurde er nach Frankreich zurück beordert und arbeitete im Außenministerium, wo er die Leitung der Abteilung für Literatur und Künste von Paul Morand übernahm, der kurz zuvor ausgeschieden war.
Seine politische Karriere begann 1928 mit seiner Wahl als radikalsozialistischer Deputierter in die französische Abgeordnetenkammer für das Département Aude. Ab 1932 war er Unterstaatssekretär für Kunst, 1933 und 1934 Postminister. 1934 gründete der Musikliebhaber als Postminister im Kabinett von Albert Sarraut das Radiosymphonieorchester, das 1937 zum Orchestre Philharmonique de Radio France wurde. 1934 war er im Kabinett von Édouard Daladier kurz Handels- und Industrieminister. Ab 1936 stand er dem Ausschuss für Auswärtige Angelegenheiten der Abgeordnetenkammer vor.
Schon Mitte der 1920er Jahre begann Jean Mistler zu schreiben und veröffentlichte Châteaux en Bavière (1925), Madame de Staël et Maurice 0'Donnell (1926) und Ethelka (1929).
Als die Abgeordnetenkammer am 10. Juli 1940 in Vichy zusammenkam, verkündete Mistler als Vorsitzender der Wahlkommission der Nationalversammlung, dass man Philippe Pétain alle Vollmachten einräume und ihn mit der Ausarbeitung einer neuen Verfassung beauftrage. Das brachte ihm nach der Befreiung Frankreichs von Nazideutschland den Spitznamen „Totengräber der Republik“ ein. Auch Mistler selbst hatte für die Ermächtigung Pétains gestimmt. Während der Besatzungszeit war Mistler Mitglied des Nationalrats, der das Vichy-Regime beriet.
Nach dem Krieg arbeitete Mistler bei dem Verlag „Éditions du Rocher“, wurde dann Generalsekretär und Vorsitzender des „Maison du livre français“, das dem Außenministerium unterstellt war. Zwischen 1964 und 1969 war er Leiter der allgemeinen Literatur des größten französischen Buchverlages Hachette. Regelmäßig schrieb Mistler außerdem Literatur- und Musikkritiken für L'Aurore. Gleichzeitig entstanden in den 1940er und 1950er Jahren zahlreiche weitere Romane, aber auch Biografien.
Am. 2. Juni 1966 wurde er in die Académie française auf den Fauteuil 14 als Nachfolger von Robert d’Harcourt gewählt und war zwischen 1973 und 1985 deren Secrétaire perpétuel.
Jean Mistler starb am 11. November 1988 und wurde in der Familiengruft der Familie Auriol in Sorèze beigesetzt.

## Schriften
- Châteaux en Bavière, Calmann-Lévy, 1925
- Madame de Staël et Maurice 0'Donnell (1805-1817), d'après des lettres inédites, Calmann-Lévy, 1926
- La vie d'Hoffmann, Gallimard, 1927
- Triomphe de Paris (Éditions d'art Jrody, 1929
- Ethelka, Calmann-Lévy, 1929
- Vienne, Hachette, 1931
- La maison du Docteur Clifton, Emile Paul, 1932
- Problèmes de politique extérieure, conférences par MM. Mistler, Tirard, Reynaud, Hubert, Mousset, Rivaud et Osusky, Alcan, 1938
- Roger Chastel, Sequana, 1943
- Dictées de la nuit avec des Bois gravés de Galanis, Corrêa, 1943
- Chamfort, Maximes et anecdotes, introduction et notes, Le Rocher, 1944
- Le Vampire, extrait des Mémoires du Chevalier de Villevert, Le Rocher, 1944
- La Femme nue et le Veau d'or, Le Rocher, 1945
- Benjamin Constant, Journal intime, suivi d'Adolphe et du Cahier rouge, introduction et notes, Le Rocher, 1946
- Gobineau, Les Pléiades, établissement du texte, introduction et notes, Le Rocher, 1947
- Gobineau, la Renaissance, scènes historiques, établissement du texte, introduction et notes, Le Rocher, 1947
- Choderlos de Laclos, Les Liaisons dangereuses, établissement du texte, introduction et notes, Le Rocher, 1948
- Benjamin Constant et Mme de Staël, Lettres à un ami, Cent onze lettres inédites à Claude Hochet, La Baconnière, 1949
- La symphonie inachevée, Le Rocher, 1950
- Hoffmann le fantastique, Albin Michel, 1950
- A Bayreuth avec Richard Wagner, Hachette, 1960
- Epinal et l'imagerie populaire, (coauteurs : F. Blaudez et A. Jacquemin), Hachette), 1961
- Le 14 juillet, Hachette, 1963
- La librairie Hachette de 1826 à nos jours, Hachette, 1964
- Le bout du monde, Grasset, 1964
- Napoléon et l'Empire, 2 vol., Hachette, 1967
- Les orgues de Saint-Sauveur, Grasset, 1967
- Les Cahiers du capitaine Coignet, première édition d'après le manuscrit original, Hachette, 1968
- Lieutenant Chevalier, Souvenirs des guerres napoléoniennes, Hachette, 1970
- Gaspard Hauser, Fayard, 1971
- La route des étangs, Grasset, 1971
- Aimés des Dieux, Hachette, 1972
- Vermeer de Delft, Screpel, 1973
- Le naufrage du Monte-Cristo, Grasset, 1973
- L'Ami des pauvres, Grasset, 1974
- Gare de l'Est, Grasset, 1975
- Bon poids, Grasset, 1976
- Hugo et Wagner face à leur destin, Grasset, 1977
- Wagner et Bayreuth, Hachette, 1980
- Sous la coupole, Grasset, 1981
- Faubourg Antoine, Grasset, 1982
- Le jeune homme qui rode, Grasset, 1984